# Joy-Lance Mickels
Joy-Lance Mickels (Siegburg, 29 maart 1994) is een Duits voetballer van Congolese afkomst die als aanvaller voor MVV Maastricht speelt.

## Carrière
Joy-Lance Mickels speelde in de jeugd van VSF Amern en Borussia Mönchengladbach. Hier debuteerde hij op 21 februari 2013 in het tweede elftal, in de met 0-0 gelijkgespeelde thuiswedstrijd in de Regionalliga West tegen het tweede elftal van Fortuna Düsseldorf. In het seizoen erna, 2013/14, kwam hij tot vier invalbeurten. Na dit seizoen vertrok hij naar competitiegenoot FC Schalke 04 II. Hier werd hij in de loop van het seizoen 2014/15 een vaste basisspeler. Na twee seizoenen vertrok hij in 2016 weer naar een competitiegenoot uit de Regionalliga: Alemannia Aachen. Na een seizoen in Aken vertrok hij naar een club uit een andere Regionalliga, namelijk FSV Wacker 90 Nordhausen uit de Regionalliga Nordost. In de winterstop van het seizoen 2019/20 maakte hij de overstap naar het profvoetbal. Hij speelde elf wedstrijden voor FC Carl Zeiss Jena, wat kansloos laatste werd in de 3. Liga. Na de degradatie vertrok hij transfervrij naar MVV Maastricht, waar hij een contract voor een jaar tekende.

### Statistieken
| Seizoen                   | Club                        | Land           | Competitie           | Competitie | Competitie | Beker | Beker | Overig | Overig | Totaal | Totaal |
| Seizoen                   | Club                        | Land           | Competitie           | Wed.       | Dlp.       | Wed.  | Dlp.  | Wed.   | Dlp.   | Wed.   | Dlp.   |
| ------------------------- | --------------------------- | -------------- | -------------------- | ---------- | ---------- | ----- | ----- | ------ | ------ | ------ | ------ |
| 2012/13                   | Borussia Mönchengladbach II | Duitsland      | Regionalliga West    | 1          | 0          | –     | –     | –      | –      | 1      | 0      |
| 2013/14                   | Borussia Mönchengladbach II | Duitsland      | Regionalliga West    | 4          | 0          | –     | –     | –      | –      | 4      | 0      |
| 2014/15                   | FC Schalke 04 II            | Duitsland      | Regionalliga West    | 14         | 5          | –     | –     | –      | –      | 14     | 5      |
| 2015/16                   | FC Schalke 04 II            | Duitsland      | Regionalliga West    | 29         | 4          | –     | –     | –      | –      | 29     | 4      |
| 2016/17                   | Alemannia Aachen            | Duitsland      | Regionalliga West    | 19         | 5          | –     | –     | 0      | 0      | 19     | 5      |
| 2017/18                   | FSV Wacker 90 Nordhausen    | Duitsland      | Regionalliga Nordost | 31         | 6          | –     | –     | 4      | 8      | 35     | 14     |
| 2018/19                   | FSV Wacker 90 Nordhausen    | Duitsland      | Regionalliga Nordost | 20         | 7          | –     | –     | 5      | 4      | 25     | 11     |
| 2019/20                   | FSV Wacker 90 Nordhausen    | Duitsland      | Regionalliga Nordost | 10         | 5          | 1     | 1     | 0      | 0      | 11     | 6      |
| 2019/20                   | FSV Wacker Nordhausen II    | Duitsland      | Oberliga Nordost     | 2          | 1          | –     | –     | –      | –      | 2      | 1      |
| 2019/20                   | FC Carl Zeiss Jena          | Duitsland      | 3. Liga              | 11         | 0          | –     | –     | 0      | 0      | 11     | 0      |
| 2020/21                   | MVV Maastricht              | Nederland      | Eerste divisie       | 27         | 7          | 1     | 0     | –      | –      | 28     | 7      |
| Carrièretotaal            | Carrièretotaal              | Carrièretotaal | Carrièretotaal       | 168        | 40         | 2     | 1     | 9      | 12     | 179    | 53     |
| Bijgewerkt op 26 Mei 2021 |                             |                |                      |            |            |       |       |        |        |        |        |

1 Lambrix ·
4 Coomans ·
5 Smeets  ·
6 El Basri ·
7 Mmaee ·
8 Van Dessel ·
9 Braken ·
10 Slegers ·
11 Buifrahi ·
12 Matthys ·
14 Penders ·
16 Librici ·
17 Kassimi ·
18 El Hari ·
20 Francis ·
21 Esajas ·
23 Op De Beeck ·
23 Roland ·
24 Sangen ·
25 Tehubyuluw ·
26 Hofland ·
27 Foubert ·
28 Amgar ·
29 Silva Timas ·
31 Kleinen ·
32 Zeegers ·
33 Zaian ·
34 Schenk ·
38 Klaasen ·
39 Sy ·
Coach: Hermans
· Assistent-coach: Heymans
· Keeperstrainer: Oste